# Leisure City
Leisure City ist  ein census-designated place (CDP) im Miami-Dade County im US-Bundesstaat Florida. Das U.S. Census Bureau hat bei der Volkszählung 2020 eine Einwohnerzahl von 26.324 ermittelt. 

## Geographie
Leisure City grenzt im Süden direkt an die Stadt Homestead und liegt etwa 40 km südwestlich von Miami. Der CDP wird vom U.S. Highway 1 und der Florida State Road 821 (Homestead Extension of Florida’s Turnpike, mautpflichtig) tangiert.

## Demographische Daten
Laut der Volkszählung 2010 verteilten sich die damaligen 22.655 Einwohner auf 6.669 Haushalte. Die Bevölkerungsdichte lag bei 2.574,4 Einw./km². 73,0 % der Bevölkerung bezeichneten sich als Weiße, 17,5 % als Afroamerikaner, 0,2 % als Indianer und 0,9 % als Asian Americans. 5,8 % gaben die Angehörigkeit zu einer anderen Ethnie und 2,6 % zu mehreren Ethnien an. 74,9 % der Bevölkerung bestand aus Hispanics oder Latinos.
Im Jahr 2010 lebten in 52,2 % aller Haushalte Kinder unter 18 Jahren sowie 23,6 % aller Haushalte Personen mit mindestens 65 Jahren. 82,3 % der Haushalte waren Familienhaushalte (bestehend aus verheirateten Paaren mit oder ohne Nachkommen bzw. einem Elternteil mit Nachkomme). Die durchschnittliche Größe eines Haushalts lag bei 3,63 Personen und die durchschnittliche Familiengröße bei 3,85 Personen.
33,8 % der Bevölkerung waren jünger als 20 Jahre, 28,7 % waren 20 bis 39 Jahre alt, 25,0 % waren 40 bis 59 Jahre alt und 12,7 % waren mindestens 60 Jahre alt. Das mittlere Alter betrug 31 Jahre. 50,2 % der Bevölkerung waren männlich und 49,8 % weiblich.
Das durchschnittliche Jahreseinkommen lag bei 35.569 $, dabei lebten 35,2 % der Bevölkerung unter der Armutsgrenze.
Im Jahr 2000 war Englisch die Muttersprache von 31,03 % der Bevölkerung, spanisch sprachen 64,83 % und 4,14 % hatten eine andere Muttersprache.